# Gressier
Gressier (en criollo haitiano Gresye) es una comuna de Haití que está situada en el distrito de Puerto Príncipe, del departamento de Oeste.

## Secciones
Está formado por las secciones de:
- Morne-à-Bateau
- Morne Chandelle
- Petit Boucan

## Demografía
| Gráfica de evolución demográfica de Gressier entre 2009 y 2015 |
|                                                                |

Los datos demográficos contemplados en este gráfico de la comuna de Gressier son estimaciones que se han cogido de 2009 a 2015 de la página del Instituto Haitiano de Estadística e Informática (IHSI). 